# Blanka Heirman
Blanka Heirman, née à Gand le 13 janvier 1941, est une actrice belge.

## Biographie
Blanka Heirman est diplômée du Studio Herman Teirlinck en 1965. Elle est attachée à la troupe du Théâtre national de Gand (NTGent (nl)) depuis ses débuts en 1965 jusqu'en 1999.
Son mari est l'acteur et metteur en scène néerlandais Hugo Van Den Berghe (nl), qui a été directeur du NTGent (nl).

## Filmographie

### Télévision
- 1969 : De week van de kapiteins : Elisabeth (téléfilm)
- 1970 : De jongste dag : Leni (téléfilm)
- 1970 : Het Kleine Mahagonny : Ma (téléfilm)
- 1971 : De man, het beest en de deugd : Grazia (téléfilm)
- 1972 : De vorstinnen van Brugge : File De Lackere (série télévisée)
- 1972 : Over moord gesproken : Miss Forbes (téléfilm)
- 1973 : De Paradijsvogels : Flavie (téléfilm)
- 1973 : Driekoningenavond : Vrouw Cloet (téléfilm)
- 1973 : Een vlo in het oor : Olympe Ferraillon (téléfilm)
- 1974 : Paris, c'est mon amour : Yvette (téléfilm)
- 1974 : Yerma (téléfilm)
- 1975 : Het recht van de sterkste : Stoute Threse (téléfilm)
- 1976 : Mijnheer gaat op jacht : L. Duchotel (téléfilm)
- 1978 : De beverpels : Moeder Wolff (téléfilm)
- 1978 : Een veilig nest : Marja (téléfilm)
- 1978 : La Famille Van Paemel (Het gezin van Paemel) : Barones (téléfilm)
- 1978 : Het verloren paradijs : Marie-Louise
- 1978 : In alle stilte : Buurvrouw
- 1978 : Voorjaarsontwaken[1] : Mevrouw Gabor (téléfilm)
- 1979 : Secret Army (série télévisée)
- 1981 : Vrijdag : Buurvrouw
- 1983 : Daar is een mens verdronken (téléfilm)
- 1983 : Lente : Cordula (téléfilm)
- 1985 : De leeuw van Vlaanderen
- 1988 : Klein Londen, Klein Berlijn (série télévisée)
- 1990 : Het sacrament : Taatje
- 1991 : Ramona : Mevrouw Van der Slagmolen (série télévisée)
- 1994 : Niet voor publikatie : Mevrouw Teugels (série télévisée)
- 1995 : Ons geluk : Mevrouw Verstraeten (série télévisée)
- 1997 : Kongo : Moeder Vermarcke (mini-série télévisée)
- 1998 : Recht op Recht (nl) : Louise Haagdoorn (série télévisée)
- 2000 : Flikken : Apotheker (série télévisée)
- 2001 : De Verlossing
- 2001 : De makelaar : Mevrouw de notaris (série télévisée)
- 2001 : F.C. De Kampioenen : Germaine (série télévisée)
- 2004 : Romance
- 2006 : Spoed : Tante (série télévisée)
- 2010 : Aspe : Alda Neirynck (série télévisée)

### Cinéma
- 1977 : La Danse du héron (De dans van de reiger) de Hugo Claus : Elena Missiaen-Stewart
- 1980 : De Witte van Sichem de Robbe De Hert : Moeder Witte
- 1989 : Blueberry Hill de Robbe De Hert : Alice De Hert
- 1995 : Brylcream Boulevard (nl) de Robbe De Hert : Alice De Hert
- 2012 : The Broken Circle Breakdown (Alabama Monroe) de Felix Van Groeningen : Denise